# Pseudorhiza bulgarica
Pseudorhiza bulgarica là một loài thực vật có hoa trong họ Lan. Loài này được (D.Lindig) O.Gerbaud & W.Schmid miêu tả khoa học đầu tiên năm 1999.